# میناموتو نو تسونه‌موتو

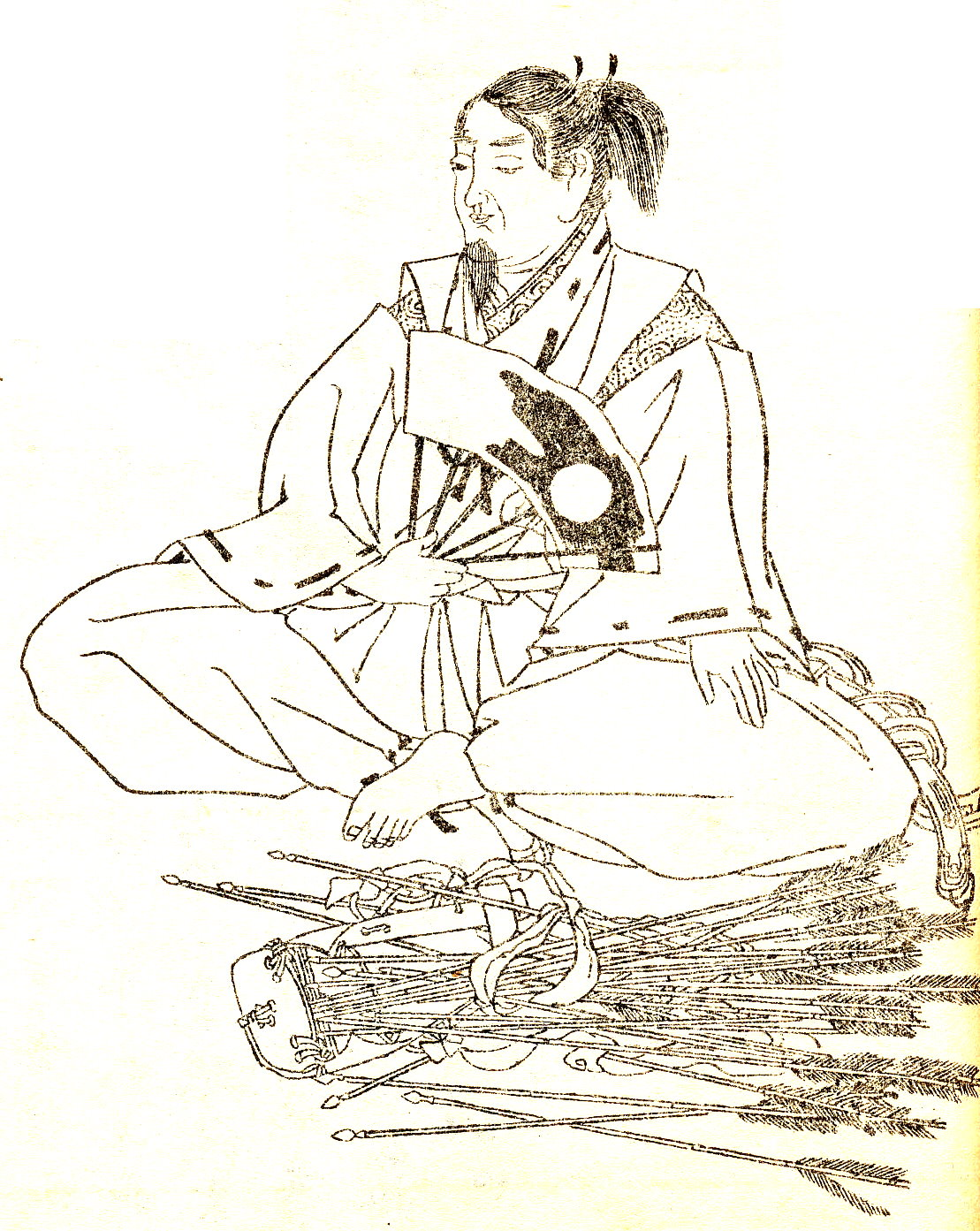
میناموتو نو تسونه‌موتو، نقاشی از کیکوچی یوآسی

میناموتو نو تسونه‌موتو (به ژاپنی: 源経基)) یک سامورایی و یکی از شاهزاده گان وابسته به دربار سلطنتی ژاپن، در دوران هی آن بود. وی جد اعلای شاخه خاندان سیوا گنجی از خاندان میناموتو به‌شمار می‌آید. وی همچنین فرزند شاهزاده سادازومی و نوه امپراتور سیوا محسوب می‌شد.
تسونه‌موتو در تعدادی از جنگ‌ها و درگیری‌هایی که دربار سلطنتی ژاپن در آنها درگیر بود، جنگید و از جمله کسانی بود که در جنگ در برابر تایرا نو ماساکادو در سال ۹۴۰ و در سال بعد از آن در مقابل فوجیوارا نو سومیتومو شرکت داشت.
او دارای عنوان چینجوفو-شوگون بود، که عنوان فرمانده ارشد دفاع از سرزمین‌های شمالی به‌شمار می‌آمد، و نام خاندان میناموتو، توسط امپراتوری در سال ۹۶۱ به وی اعطا شده بود، سالی که همان سال مرگ او بود.
میناموتو نو تسونه‌موتو پدر میناموتو نو میتسوناکا است.